# Mämmisaari (ö i Birkaland)
Mämmisaari är en ö i Finland. Den ligger i sjön Iso-Tarjanne och i kommunen Virdois i den ekonomiska regionen  Övre Birkalands ekonomiska region  och landskapet Birkaland, i den södra delen av landet, 220 km norr om huvudstaden Helsingfors. Öns area är 3,8 hektar och dess största längd är 310 meter i nord-sydlig riktning.